# Фоменко, Владимир Агафонович
Владимир Агафонович Фоменко (18 мая 1927 года, село Сандата, Воронцово-Николаевский район, Сальский округ — 26 февраля 1991 года) — старший чабан племенного завода «Орловский» Орловского района Ростовской области. Герой Социалистического Труда (1966), награждён орденом Ленина (1966), орденом Трудового Красного Знамени (1971), медалью «За доблестный труд. В ознаменование 100-летия со дня рождения Владимира Ильича Ленина» (1970). Почётный гражданин Орловского района (2000).

## Биография
Родился Владимир Агафонович 18 мая 1927 года в селе Сандата Воронцово-Николаевского района Сальского округа в крестьянской семье. В 1939 году вместе с родителями Владимир Фоменко уехал жить в совхоз № 8 (ГПЗ «Орловский») Орловского района. Начал трудиться в совхозе Фоменко Владимир Агафонович с мая 1940 года, с марта 1949 года был уже старшим табунщиком. С апреля 1954 года и до конца декабря 1981 года Владимир Агафонович работал старшим чабаном. В 1965 году Владимиру Агафоновичу присвоили звание «Мастер овцеводства». За высокие результаты, достигнутые в развитии и увеличение заготовок продукции
овцеводства в 1966 году Владимир Агафонович Фоменко был удостоен звания Героя Социалистического Труда с вручением ордена Ленина и золотой медали «Серп и Молот».
Владимир Агафонович Фоменко — депутат районного Совета, член РК КПСС, депутатом Волочаевского Совета, был награждён орден Ленина и золотой медалью «Серп и Молот», в 1970 году медалью «За доблестный труд. В ознаменование 100-летия со дня рождения Владимира Ильича Ленина», в 1971 году орденом Трудового Красного Знамени.
Женат, имеет пятеро детей, есть внуки и правнуки.
Скончался Владимир Агафонович 26 февраля 1991 года.

## Награды
- Герой Социалистического Труда (1966);
- Орден Ленина (1966);
- Медаль «Серп и Молот» (1966);
- Орден Трудового Красного Знамени (1971);
- Медаль «За доблестный труд. В ознаменование 100-летия со дня рождения Владимира Ильича Ленина» (1970);
- Почётный гражданин Орловского района (2000).